# Esta vida
Esta vida is een nummer van de Amerikaanse dj Marshmello en de Puerto Ricaanse zanger Farruko uit 2023. Het is de tweede single van Sugar Papi, het vijfde studioalbum van Marshmello.
Marshmello onthulde zijn samenwerking met Farruko op het Ultra Music Festival in Miami. "Esta vida" is een zomers nummer met een vrolijk geluid. De boodschap van het nummer is om vooral je eigen leven te leven en je weinig van anderen aan te trekken. Het nummer werd vooral in het Nederlandse taalgebied een hit; met een 3e positie in de Nederlandse Top 40, en een 37e positie in de Vlaamse Ultratop 50.

## Tracklijst
Muziekdownload
1. "Esta vida" - 3:29